# 虎丘公寓
虎丘公寓，舊名青年協會大樓，中华基督教青年会全国委员会大楼（National Y.M.C.A Building），或青年会全国总部大楼（National Headquarters of Y.M.C.A），是上海市的一座歷史建築，位於虎丘路131号。

## 历史
這座建築竣工於1920年，當時是中華基督教青年會全國協會的辦公地點，在1924年進行加蓋。一期建设费及购买土地费用约8万两白银，来源于自1910年始的各种捐赠，捐赠者不乏社会名流，如黎元洪、伍廷芳、唐绍仪等。建筑的设计为亚瑟·亚当森负责，其下有一个七人的委员会，曹雪庚为其中之一。1965年起公寓由房管部门以包租方式管理，現在該建築被作為住宅使用。1997年，虎丘公寓被列入上海市第三批優秀歷史建築名單。

## 建筑
六层钢筋混凝土结构。占地1031平方米，建筑面积4799平方米。其平面为U形，分为南北翼及中央交通三部分。底层的层高较高（约4.7米），多用于出租和商铺，青年协会书局设于底层西南角。二楼含有演讲厅、图书馆、餐厅、厨房以及办公室。三至五层多为办公室。